# Tarentola murowa
Tarentola murowa, gekon murowy (Tarentola mauritanica) – gatunek jaszczurki z rodziny Phyllodactylidae. 

## Zasięg występowania
Występuje na terenach Zachodniej Europy (Portugalia, Hiszpania, Francja), w południowej części Europy Południowej (Włochy wraz z wyspami), na Półwyspie Bałkańskim i niektórych greckich wyspach (w tym na Krecie), spotykany również w północnej Afryce (od północno-zachodniej Sahary Zachodniej po północny Egipt). Introdukowany m.in. na Baleary, Teneryfę (Wyspy Kanaryjskie), Maderę czy Florydę (USA). 

## Budowa ciała

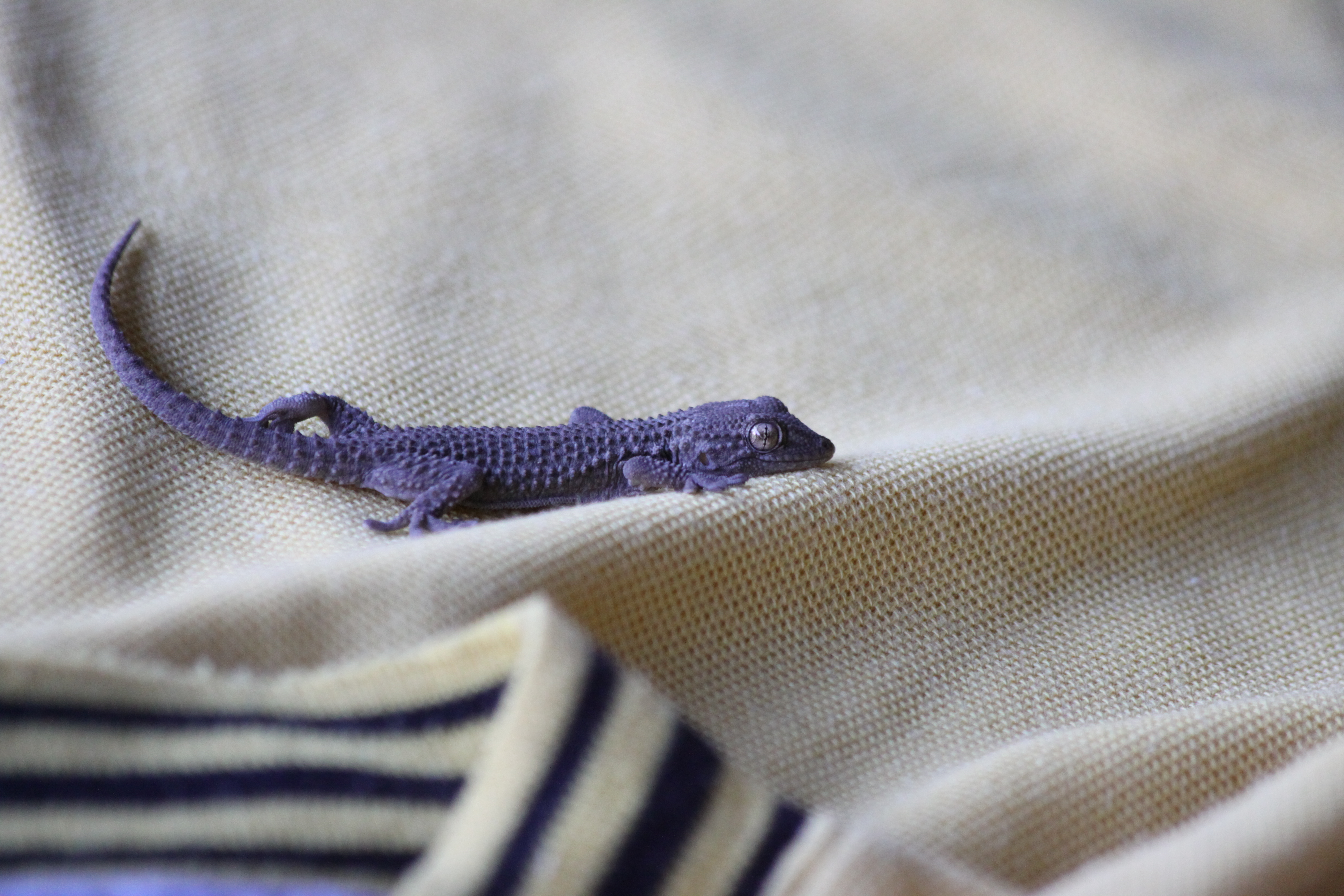
Tarentola murowa

Dorasta do 18 cm długości, z czego połowę długości zajmuje ogon. Przylgi pod palcami składają się z pojedynczych płatków przylgowych nie przedzielonych podłużnymi bruzdami. Brak pazurów na 1, 2 i 5 palcu wszystkich kończyn. Ciało pokryte jest małymi, miękkimi łuskami o nieregularnym kształcie. Wśród nich znajdują się twardsze szpiczaste tarczki w kształcie piramidek o trzech ścianach, układające się szeregowy, poprzeczny. 
Ubarwienie grzbietu jest różne u różnych osobników, w zależności od warunków wokół panujących, naświetlenia otoczenia, podłoża po którym się on porusza itp. W świetle słonecznym ubarwienie jest ciemniejsze, w cieniu lub nocą – jaśniejsze. Grzbiet może mieć barwę jasnoszarą, żółtą, czarniawą z falistymi lub zygzakowatymi poprzecznymi, ciemnymi pręgami. Brzuch jasny, różowy, żółty lub pomarańczowy pokryty drobnymi i ciemnymi plamkami.

## Biologia i ekologia

### Tryb życia
Zamieszkuje tereny skaliste, ruiny bądź dachy i ściany budynków. Prowadzi gromadny tryb życia. Na obszarze ok. 1 m² pilnuje swojego terytorium, na którym również poluje. Jest aktywny w nocy, w dzień wyleguje się w słonecznych miejscach.
W normalnych warunkach wydaje słabe odgłosy, zaś przestraszony czy podrażniony głośno piszczy lub skrzeczy. W razie złapania w rękę kąsa dotkliwie.

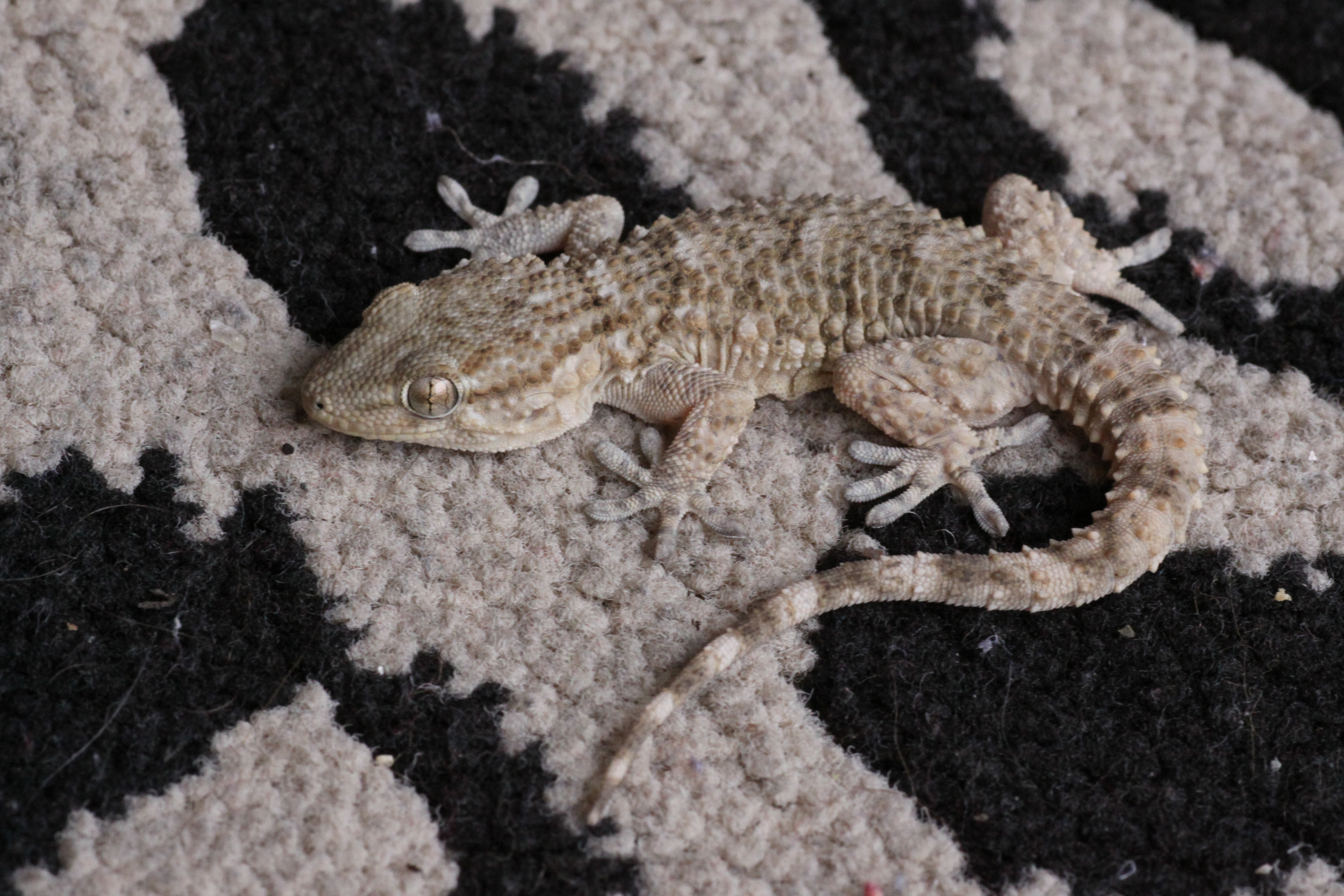
Tarentola murowa

### Odżywianie
Żywi się owadami. W trakcie polowania jest bardzo zwinny i potrafi błyskawicznie zmieniać pozycję ciała.

### Rozród
Samica składa kilka jaj, o wymiarach 13x10 mm, w szczelinach murów, pod kamieniami bądź w trawie.